# Wybory parlamentarne w Szwecji w 2014 roku
Wybory parlamentarne w Szwecji w 2014 roku odbyły się 14 września 2014. W ich wyniku wyłoniono 349 posłów do parlamentu Szwecji (Riksdagu) na czteroletnią kadencję 2014–2018. Frekwencja wyborcza wyniosła 85,8%.
W wyborach zwyciężyła opozycyjna Szwedzka Socjaldemokratyczna Partia Robotnicza. Ugrupowania lewicowe w sumie wyprzedziły o kilka punktów procentowych i kilkanaście mandatów rządzący dotychczas centroprawicowy Sojusz premiera Fredrika Reinfeldta. Największy przyrost poparcia odnotowała pozostająca poza dwoma głównymi blokami skrajnie prawicowa partia Szwedzcy Demokraci.
Po ogłoszeniu wstępnych wyników lider socjaldemokratów, Stefan Löfven, zadeklarował podjęcie się misji tworzenia rządu. Urzędujący premier zapowiedział rezygnację z przywództwa w Umiarkowanej Partii Koalicyjnej.

## Wyniki wyborów
| Partia polityczna | Partia polityczna                              | Głosy     | %    | Mandaty | Zmiana |
| ----------------- | ---------------------------------------------- | --------- | ---- | ------- | ------ |
|                   | Szwedzka Socjaldemokratyczna Partia Robotnicza | 1 932 711 | 31,0 | 113     | +1     |
|                   | Umiarkowana Partia Koalicyjna                  | 1 453 517 | 23,3 | 84      | –23    |
|                   | Szwedzcy Demokraci                             | 801 178   | 12,9 | 49      | +29    |
|                   | Partia Zielonych                               | 429 275   | 6,9  | 25      | –      |
|                   | Partia Centrum                                 | 380 937   | 6,1  | 22      | –1     |
|                   | Partia Lewicy                                  | 356 331   | 5,7  | 21      | +2     |
|                   | Ludowa Partia Liberałów                        | 337 773   | 5,4  | 19      | –5     |
|                   | Chrześcijańscy Demokraci                       | 284 806   | 4,6  | 16      | –3     |
|                   | Inicjatywa Feministyczna                       | 194 719   | 3,1  | 0       | –      |
|                   | Pozostałe partie                               | 57 152    | 0,9  | 0       | –      |
|                   | Kandydaci dopisani do listy                    | 3174      | 0,0  | 0       | –      |
|                   | Głosy nieważne i puste                         | 58 443    | –    | –       | –      |
|                   | Razem                                          | 6 290 016 | 100  | 349     | –      |